# Arios indígenas
La noción de arios indígenas postula que los hablantes de los idiomas indoarios provienen de la India.
La creencia en los arios indígenas podría implicar que los idiomas indoeuropeos se originaron en la India.
Desde fines del siglo XX, este concepto se ha ido fusionando cada vez más con la hipótesis del «origen en la India» (out of India) de la familia de idiomas indoeuropeos.
Esto contrasta con el modelo dominante aceptado de la migración indoaria, que postula que las tribus indoarias emigraron a la India desde Asia Central ―la hipótesis de los kurganes―.
Michael Witzel (Polonia, 1943-) (2006, pág. 217) identifica tres grandes tipos de escenario de estas ideas:
- una versión «suave» que insiste que los arios rigvédicos ―los que compusieron el Rig-veda (el texto más antiguo de la India, de mediados del II milenio a. C.)― en la región de Pakistán y Afganistán. Esta es la tradición de Sri Aurobindo (Calcuta, 1872-1950) y Daiananda (Guyarat, 1824-1883);
- la hipótesis del origen en la India, que postula a la India como la patria protoindoeuropea, una idea revivida en 1999 por Koenraad Elst (Bélgica, 1959-), simpatizante del Hindutwá (nacionalismo indo-hinduista) y que fue popularizada en 2000 por Shrikant Talageri (Bombay, 1958);
- la creencia anticientífica de que los idiomas y las civilizaciones de todo el mundo provienen de la India. Esta doctrina es mantenida por el astrólogo estadounidense David Frawley (Wisconsin, 1950-).

## Contexto historiográfico
La idea de la existencia de los «arios indígenas» generalmente da a entender que los pueblos de la cultura Harappa (en Pakistán) eran lingüísticamente indoarios.
En cualquiera de los posibles escenarios «arios indígenas», los hablantes de idiomas indoeuropeos tienen que haber abandonado la India en algún momento antes del siglo X a. C., cuando se hace la primera mención de los pueblos iranios en los registros asirios, pero probablemente antes del siglo XVI a. C., antes de la aparición de la cultura yaz, que a menudo se identifica como una cultura protoirania.
Los defensores de los escenarios «arios indígenas» suelen basar su comprensión en interpretaciones del Rig-veda (el texto superviviente indoario más antiguo, del 1500 a. C.), que ellos datan antes del 3000 a. C. (y en algunos casos mucho antes), basándose en:
- la identificación del río Saraswati con el río Ghaggar-Hakra y con la cultura harappa,
- la supuesta falta de evidencia genética y arqueológica presente para apoyar la invasión de «invasores indoarios» (como postula la teoría de la invasión aria), y
- la arqueoastronomía.[4]

## Importancia política
Más información: El nacionalismo y la historia antigua
Las repercusiones de estas divisiones han llegado incluso a los tribunales californianos con el caso de libro hinduista publicado en California, en el que ―según el diario Times of India― el historiador y presidente del Congreso de Historia de la India, Dwiyendra Naraian Jha, en una «crucial declaración jurada» ante la Corte Suprema de California, «dio un indicio del debate acerca del origen ario en la India [...] pidió a la corte que no cayeran en la afirmación de los “arios indígenas”, ya que esta ha dado lugar a la demonización de los musulmanes y de los cristianos como extranjeros y a la casi negación de las contribuciones de los no hinduistas a la cultura india».

## Estudios genéticos
Más información: Migración indoaria
La mayoría de los estudios genéticos indican que existen claras diferencias genéticas entre las castas indias y las poblaciones tribales. Estos estudios apoyan la idea de que existió una afluencia masiva de inmigrantes indoeuropeos en el subcontinente de la India alrededor del 1500 a. C.
Un estudio reciente publicado en 2009 presentó pruebas sustanciales de que la reserva genética del norte de la India incluye numerosos linajes del cromosoma Y del Asia Central, que incluye tanto R1 como R2:

Los resultados revelaron que una parte sustancial del contenido genético paterno en el norte de la India actual es una contribución de los linajes de Asia Central que eran hablantes de idiomas indoeuropeos, lo que sugiere que los grupos de las castas indias existentes son principalmente descendientes de inmigrantes indoeuropeos.
The results revealed that a substantial part of today's North Indian paternal gene pool was contributed by Central Asian lineages who are Indo-European speakers, suggesting that extant Indian caste groups are primarily the descendants of Indo-European migrants.

En otro estudio realizado en 2009, se encontró que la población actual de la India es el resultado de la mezcla entre los grupos de habla indoeuropea y grupos de habla dravídica. Según Reich et al. (2009):

Es tentador suponer que la población ancestral de ANI [grupos de hablantes de idioma indoeuropeo] y CEU [grupos del centro de Europa] hablaba protoindoeuropeo, que ha sido reconstruido como el idioma que dio origen tanto al idioma sánscrito como a los idiomas europeos, aunque no podemos estar seguros si no tenemos la fecha en que sucedió entre los ANI y los ASI [grupos de hablantes de idiomas dravídicos].
It is tempting to assume that the population ancestral to ANI and CEU spoke Proto-Indo-European, which has been reconstructed as ancestral to both Sanskrit and European languages, although we cannot be certain without a date for ANI–ASI mixture.

La investigación reciente indica un evento masivo mezcla entre poblaciones ANI-ASI entre el 1500 a. C. y el 800 d. C.
Estas conclusiones son respondidas por un estudio dirigido por los genetistas S. Sharma y E. Rai y colegas del grupo de RNK Bamezai, en el Centro Nacional de Genética Humana Aplicada, perteneciente a la Universidad Jawaharlal Nehru. Afirmaron que los resultados «no mostraron un patrón coherente de la presencia y la distribución exclusivas de los haplogrupos-Y para diferenciar la casta más alta ―los brahmanes― de las castas más bajas ―las castas y tribus reconocidas―,
Este nuevo estudio propuso «el origen autóctono y los vínculos de las tribus con los brahmanes de la India», y también que el R1a1* se originó en el subcontinente indio.
Sin embargo, los estudios mencionados se realizaron con anterioridad al descubrimiento de una definición más precisa de los sub-haplogrupos dentro del R1a1. Los estudios posteriores (por ejemplo, Pamjav et al, 2012) parecen sugerir que los grupos R1a1 tanto de la India y el sur de Asia (Z-93) como los de Europa y el noroeste de Eurasia (M-458 y Z-280) son ramas colaterales «hermanas» en lugar de haber derivado una de la otra.
Además, todas las muestras tomadas en la India resultaron todas Z-93, mientras que aproximadamente el 5 % de las muestras tomadas en Europa pertenecían al más antiguo M-198*.
Sin embargo, los grupos de la India estaban representados por los indios romaníes y los indios malayos; así que este no fue un muestreo exhaustivo de poblaciones de la India. De hecho, todavía parece probable que el macrohaplogrupo R1a1 haya tenido un origen global indio o surasiático, debido a la diversidad de los haplogrupos relacionados que se encuentran allí ―incluyendo R1a*, R2 y posiblemente P* (Sengupta 2006)―. En el futuro, más muestreos de la población, utilizando los nuevos SNP, posiblemente podrá aclarar más la situación.

## Pseudociencia y postmodernismo
Más información: Hindutva y humanismo integral en la India
Nanda (2003) argumenta que la pseudociencia que se encuentra en el núcleo del nacionalismo hinduista fue involuntariamente instalada a existir de los años ochenta por el posmodernismo de las «teorías poscoloniales» que abrazaron indios de izquierda como Ashis Nandy y Vandana Shiva, que rechazaron la universalidad de la ciencia «occidental» y clamaban por una «ciencia indígena» (Sokal, 2006; pág. 32).
Nanda (2003, pág. 72) explica cómo los ideólogos del Hindutwá utilizaron esta relativización de la «ciencia» durante el reinado del partido Bharatiya Janata (1998-2004):

Cualquier idea o práctica hinduista tradicional ―sin importar cuan oscura e irracional haya sido a través de la Historia― consigue el título honorífico de «ciencia» si presenta algún parecido, aunque sea remoto, de una idea que se valora (incluso por las razones equivocadas) en Occidente.
Any traditional Hindu idea or practice, however obscure and irrational it might have been through its history, gets the honoric of «science» if it bears any resemblance at all, however remote, to an idea that is valued (even for the wrong reasons) in the West.

La crítica a la irracionalidad de tal «ciencia védica» se dejó de lado por la idea de que 

La idea de la «contradicción» es una idea importada desde Occidente en los últimos tiempos por los indios educada en Occidente, ya que la ciencia moderna imagina arbitrariamente que solo ella tiene el verdadero conocimiento y que sus métodos son los únicos métodos para adquirir conocimientos, dejando un sabor a dogmatismo semítico en la religión.
The idea of «contradiction» is an imported one from the West in recent times by the Western-educated, since modern science arbitrarily imagines that it only has the true knowledge and its methods are the only methods to gain knowledge, smacking of semitic dogmatism in religion.
Mukhyananda, 1997, pág. 94

Witzel (2006, p. 204) rastreó la idea de los «arios indígenas» hasta los escritos de Golwalkar (1906-1973) y Savarkar (1883-1966). Golwalkar (en 1939) negó que los «arios» hubieran inmigrado a la India, haciendo hincapié en que todos los hinduistas siempre han sido «hijos de la tierra». Witzel compara esta noción de la patria con el misticismo de la sangre y la tierra de los nazis alemanes, que fueron contemporáneos de Golwalkar. Como estas ideas nazis surgieron en el ámbito del Gobierno internacionalista y de orientación social de Nehru y Gandhi, quedaron en estado latente durante varias décadas, y sólo saltaron a la fama en los años ochenta junto con el revisionismo relativista. La mayor parte de la literatura revisionista fue publicada por las empresas Voice of Dharma, y Aditya Prakashan.
Bergunder (2004) identifica a Golwalkar como el creador de la noción de los «arios indígenas», y la Voice of India (de Goel) como el instrumento de su ascenso a la fama:

La teoría de la migración aria al principio no jugó ningún papel argumentativo particular en el nacionalismo hindú. [...] Sin embargo, esta impresión de indiferencia cambió con Madhev Sadashiv Golwalkar (1906-1973), quien ―a partir de 1940 hasta su muerte― fue el líder de la organización extremista paramilitar Rashtriya Svayamsevak Sangh (RSS). [...] A diferencia de muchas otras de sus enseñanzas abiertamente ofensivas, los nacionalistas hinduistas no trataron de mantener la cuestión de la migración aria fuera de los discursos públicos ni trataron de modificarla. Más bien hicieron esfuerzos para ayudar a que la teoría del indigenismo de los hindúes lograra el reconocimiento público. Para ello, la iniciativa de la editor Sita Ram Goel (1921-) fue decisiva. Goel puede ser considerado uno de los más radicales, pero al mismo tiempo uno de los más intelectuales ideólogos nacionalistas hinduistas. [...] Desde 1981 Goel dirigió una editorial llamada Voice of India [la voz de la India], que es una de las pocas que publica literatura nacionalista hinduista en idioma inglés y al mismo tiempo hace afirmaciones «científicas». Aunque no tiene conexiones oficiales, los libros de Voice of India ―que son de excelente calidad tipográfica y se venden a un precio subsidiado― se han extendido mucho entre las filas de los líderes de la Sangh Parivar. [...] La influencia política creciente del nacionalismo hinduista en los años noventa dio lugar a que los intentos de refutar la teoría de la migración aria también se llegaran a conocer en el ámbito académico.
The Aryan migration theory at first played no particular argumentative role in Hindu nationalism. [...] This impression of indifference changed, however, with Madhev Sadashiv Golwalkar (1906–1973), who from 1940 until his death was leader of the extremist paramilitary organization the Rashtriya Svayamsevak Sangh (RSS). [...] In contrast to many other of their openly offensive teachings, the Hindu nationalists did not seek to keep the question of the Aryan migration out of public discourses or to modify it; rather, efforts were made to help the theory of the indigenousness of the Hindus achieve public recognition. For this the initiative of the publisher Sita Ram Goel (n. 1921) was decisive. Goel may be considered one of the most radical, but at the same time also one of the most intellectual, of the Hindu nationalist ideologues. [...] Since 1981 Goel has run a publishing house named Voice of India that is one of the few which publishes Hindu nationalist literature in English which at the same time makes a 'scientific' claim. Although no official connections exist, the books of 'Voice of India' — which are of outstanding typographical quality and are sold at a subsidized price — are widespread among the ranks of the leaders of the Sangh Parivar. [...] The increasing political influence of Hindu nationalism in the 1990s resulted in attempts to revise the Aryan migration theory also becoming known to the academic public.
Michael Bergunder (2004)